# Rozvodna Prosenice
Rozvodna Prosenice (zkratkou PRN) je rozvodna na území obcí Prosenice a Osek nad Bečvou v okrese Přerov v Olomouckém kraji, cca 8 km severovýchodně od Přerova. Rozvodna má úrovně napětí 400 kV, 220 kV a 110 kV, provozovatelem částí 400 a 220 kV je ČEPS a části 110 kV ČEZ.
Zásobuje Přerovsko a východní část Olomouckého a Zlínského kraje. Je důležitým síťovým uzlem na Moravě a má velký význam v evropské síti.

## Historie
Rozvodna byla založena v roce 1952 jako jedna z prvních rozvoden 220 kV na Moravě. V roce 1953 bylo postaveno vedení 220 kV ze Sokolnic do Prosenic. V témže roce byla postavena linka do rozvodny Lískovec u Frýdku-Místku. Od roku 1959 existuje nepřetržité dvouokruhové připojení 220 kV z rozvodny Bisamberg přes Sokolnice, Prosenice a Lískovec do Polska.
V roce 1960 byla postavena první linka 400 kV z rozvodny Hradec, zpočátku provozovaná na 220 kV. Ve stejné době byla postavena linka do rozvodny Sučany na Slovensku.
V současné době (2023) prochází rozvodna rekonstrukcí.

## Popis

### Napěťové hodnoty
Rozvodna je provozována v napětových hodnotách 400 kV, 220 kV a 110 kV. Napěťovou hladinou 220 kV jsou spojeny rozvodny Sokolnice a Lískovec. Hladinou 400 kV jsou pak spojeny rozvodny Krasíkov, Mírovka, Nošovice a Otrokovice.

### Transformátory
Transformace 400/220 kV je zajištěna trojicí jednofázových transformátorů, pro transformaci 400/110 kV jeden třífázový transformátor a pro transformaci 220/110 kV dva třífázové transformátory. 

### Vedení
Do rozvodny jsou zaústěna následující vedení:

#### Vedení 400 kV – ZVN – zvláště vysoké napětí
- Jednoduché vedení V402 Krasíkov – Prosenice
- Jednoduché vedení V416 Mírovka – Prosenice
- Jednoduché vedení V403 Prosenice – Nošovice (plánuje se přestavba na V403/V803)
- Jednoduché vedení V418 Prosenice - Otrokovice

#### Vedení 220 kV – VVN – velmi vysoké napětí
- Dvojité vedení V253/V254 Prosenice – Lískovec
- Dvojité vedení V251/V252 Sokolnice – Prosenice